# Trans-USA 1982
La temporada de 1982 de la Trans-USA, anomenada oficialment 1982 Trans-USA motocross series, fou la 4a edició d'aquest campionat, organitzat per l'AMA. Va ser el darrer any que es va convocar a causa de la manca d'interès que havia acumulat des que van deixar de participar-hi els principals pilots internacionals.

## Classificació final
| Posició | Pilot             | Motocicleta | Punts |
| ------- | ----------------- | ----------- | ----- |
| 1       | Dave Hollis       | Yamaha      | 183   |
| 2       | Billy Liles       | Kawasaki    | 175   |
| 3       | Billy Grossi      | Suzuki      | 174   |
| 4       | Kris Bigelow      | Yamaha      | 125   |
| 5       | Mickey Kessler    | Maico       | 110   |
| 6       | ? Bentley         | Suzuki      | 104   |
| 7       | Donnie Cantaloupi | KTM         | 88    |
| 8       | John Finkelday    | KTM         | 81    |
| 9       | ? Helberger       | ?           | 66    |
| 10      | Tom Benolkin      | Kawasaki    | 62    |